# Aulacus gaullei
Aulacus gaullei är en stekelart som först beskrevs av Jean-Jacques Kieffer 1904.  Aulacus gaullei ingår i släktet Aulacus och familjen vedlarvsteklar. Inga underarter finns listade.